# Calanchi (Einheit)
Der Calanchi war ein Gewichtsmaß in Französisch-Ostindien, besonders in der Provinz Puducherry (Alt-Pondichery). Er war ein kleines Maß und vorrangig als Perlengewicht in Anwendung.
- 1 Calanchi = 20 Manchadis = 0,14 Gramm